# Sparasion dacus
Sparasion dacus är en stekelart som beskrevs av Kononova 2001. Sparasion dacus ingår i släktet Sparasion och familjen Scelionidae. Inga underarter finns listade i Catalogue of Life.